# Dankowice (gromada w powiecie strzelińskim)
Dankowice – dawna gromada, czyli najmniejsza jednostka podziału terytorialnego Polskiej Rzeczypospolitej Ludowej w latach 1954–1972.
Gromady, z gromadzkimi radami narodowymi (GRN) jako organami władzy najniższego stopnia na wsi, funkcjonowały od reformy reorganizującej administrację wiejską przeprowadzonej jesienią 1954 do momentu ich zniesienia z dniem 1 stycznia 1973, tym samym wypierając organizację gminną w latach 1954–1972.
Gromadę Dankowice z siedzibą GRN w Dankowicach utworzono – jako jedną z 8759 gromad na obszarze Polski – w powiecie strzelińskim w woj. wrocławskim, na mocy uchwały nr 25/54 WRN we Wrocławiu z dnia 2 października 1954. W skład jednostki weszły obszary dotychczasowych gromad Dankowice, Wąwolnica, Komorowice, Stachów, Lipowa, Nieszkowice i Skoroszowice ze zniesionej gminy Wąwolnica w tymże powiecie. Dla gromady ustalono 12 członków gromadzkiej rady narodowej.
1 stycznia 1960 gromadę Dankowice zniesiono, a jej obszar włączono do gromad: Zarzyca (wsie Stachów i Skoroszowice) i znoszonej Gębice (wsie Dankowice, Wąwolnica, Lipowa, Komorowice i Nieszkowice) w tymże powiecie.